# Triatoma rubrovaria
Triatoma rubrovaria é uma espécie de inseto da família Reduviidae. Ocorre no nordeste da Argentina, Uruguai e sul do Brasil (Rio Grande do Sul). A espécie tem capacidade vetorial na transmissão do Trypanosoma cruzi, comprovada de forma experimental e natural.